# Витамин Б
Групу једињења, коју једним именом називамо комплекс или група витамина Б, чине једињења која су међу најнеопходнијим за нормално функционисање организама, услед улоге у критичним реакцијама метаболизма.
У групу витамина Б спадају: витамин Б1, витамин Б2, витамин Б3, витамин Б5, витамин Б6, витамин Б9, витамин Б12.
Б витамин се налази у млеку, махунаркама и жуманцету. Болест Берибери се јавља услед недостатка витамина Б.